# Городок (Иркутская область)
Городок — посёлок в Черемховском районе Иркутской области России. Входит в состав Новостроевского муниципального образования.

## География
Расположен в юго-западной части региона, по берегу реки Большая Белая, примерно в 69 км к юго-западу от районного центра города Черемхово и примыкает к западной окраине посёлка Новостройка, центру сельского поселения.

## Население
| 2002 | 2010 | 2011 | 2012 |
| ---- | ---- | ---- | ---- |
| 40   | ↘23  | →23  | ↘21  |

## Инфраструктура
Социальные объекты расположены в соседнем посёлке Новостройка.

## Транспорт
Доступен автотранспортом. 